# François Villebanois
François Villebanois est un homme politique français né le 29 novembre 1748 à Châteauroux (Indre) et décédé le 18 avril 1799 à Goritz (Italie).

## Biographie
Curé de Saint-Jean-le-Vieux, il est député du clergé aux États généraux de 1789 pour le bailliage de Bourges. Il siège dans la minorité qui soutient l'Ancien régime, refuse le serment civique et émigre après la session.